# 絲 (駟氏)
駟絲（?—?），姬姓，驷氏，名絲，郑国的卿驷偃之子。
前523年，驷偃去世，驷丝年幼，驷偃的父兄之辈立驷偃之叔驷乞做驷氏的继承人。驷丝的舅舅是晋国人，派人询问立驷乞之因。驷乞想要逃走，子产不让他走也不让他占卜。子产回答晋国人解释情况，晋国人罢休了。